# Lekkoatletyka na Letnich Igrzyskach Olimpijskich 2012 – bieg na 3000 m z przeszkodami kobiet
Bieg na 3000 m z przeszkodami kobiet – jedna z konkurencji lekkoatletycznych rozgrywanych podczas igrzysk olimpijskich w Londynie.
Obrończynią tytułu mistrzowskiego z 2008 roku była Rosjanka Gulnara Gałkina, której nie udało się powtórzyć sukcesu z Pekinu.
24.03.2016 sportowy sąd arbitrażowy w Lozannie anulował wyniki zwyciężczyni Julii Zaripowej uzyskane w okresie 20.06.2011-25.06.2013, odbierając jej m.in. złoty medal olimpijski z 2012r.. W tej sytuacji złoty medal otrzymała druga w finale Habiba Ghribi.

## Terminarz
| Data                         | Godzina | Zawody  |
| ---------------------------- | ------- | ------- |
| Sobota, 4 sierpnia 2012      | 11:35   | Runda 1 |
| Poniedziałek 6 sierpnia 2012 | 21:05   | Finał   |

## Rekordy
|                   | Zawodnik             | Wynik   | Miejsce | Data             |
| ----------------- | -------------------- | ------- | ------- | ---------------- |
| Rekord świata     | Gulnara Gałkina      | 8:58,81 | Pekin   | 17 sierpnia 2008 |
| Rekord olimpijski | Gulnara Gałkina      | 8:58,81 | Pekin   | 17 sierpnia 2008 |
| Listy światowe    | Milcah Chemos Cheywa | 9:07,14 | Oslo    | 7 czerwca 2012   |

## Rezultaty
| WR – rekord świata \| OR – rekord olimpijski \| NR – rekord kraju \| AR – rekord kontynentu \| AUR – rekord kontynentu do lat 23 (młodzieżowców)                   |
| NUR – rekord kraju do lat 23 (młodzieżowców) \| WL – najlepszy wynik na listach światowych w sezonie 2012 \| PB – rekord życiowy \| SB – najlepszy wynik w sezonie |

## Runda 1
Do finału awansowały 4 pierwsze zawodniczki z każdego biegu oraz 3 z najlepszymi czasami.

### Bieg 1
| Poz. | Zawodniczka           | Reprezentacja     | Czas     | Uwagi  |
| ---- | --------------------- | ----------------- | -------- | ------ |
| 1.   | Gesa Felicitas Krause | Niemcy            | 9:24,91  | Q, PB  |
| 2.   | Etenesh Diro          | Etiopia           | 9:26,31  | Q      |
| 3.   | Milcah Chemos Cheywa  | Kenia             | 9:27,09  | Q      |
| 4.   | Poļina Jeļizarova     | Łotwa             | 9:27,21  | Q, NR  |
| 5.   | Gulnara Gałkina       | Rosja             | 9:28,76  | q      |
| 6.   | Barbara Parker        | Wielka Brytania   | 9:32,07  |        |
| 7.   | Li Zhenzhu            | Chiny             | 9:34,29  | SB     |
| 8.   | Diana Martín          | Hiszpania         | 9:35,77  | PB     |
| 9.   | Genevieve LaCaze      | Australia         | 9:37,90  | PB     |
| 10.  | Korene Hinds          | Jamajka           | 9:37,95  | SB     |
| 11.  | Salima Ouali Alami    | Maroko            | 9:44,62  |        |
| 12.  | Shalaya Kipp          | Stany Zjednoczone | 9:48,33  |        |
| 13.  | Sudha Singh           | Indie             | 9:48,86  |        |
| 14.  | Swiatłana Kudzielicz  | Białoruś          | 9:54,77  |        |
| DSQ  | Binnaz Uslu           | Turcja            | 10:31,00 | doping |

### Bieg 2
| Poz. | Zawodniczka                | Reprezentacja     | Czas     | Uwagi     |
| ---- | -------------------------- | ----------------- | -------- | --------- |
| 1.   | Sofia Assefa               | Etiopia           | 9:25,42  | Q         |
| 2.   | Habiba Ghribi              | Tunezja           | 9:27,42  | Q, SB     |
| 3.   | Emma Coburn                | Stany Zjednoczone | 9:27,51  | Q         |
| 4.   | Marta Domínguez            | Hiszpania         | 9:29,71  | Q, doping |
| 5.   | Clarisse Cruz              | Portugalia        | 9:30,06  | q, PB     |
| 6.   | Jelena Orłowa              | Rosja             | 9:33,14  |           |
| 7.   | Wałentyna Horpynycz-Żudina | Ukraina           | 9:37,90  |           |
| 8.   | Lydia Rotich               | Kenia             | 9:42,03  |           |
| 9.   | Stephanie Reilly           | Irlandia          | 9:44,77  |           |
| 10.  | Gülcan Mingir              | Turcja            | 9:47,35  |           |
| 11.  | Katarzyna Kowalska         | Polska            | 9:48,60  |           |
| 12.  | Beverly Ramos              | Portoryko         | 9:55,26  |           |
| 13.  | Cristina Casandra          | Rumunia           | 9:58,83  |           |
| 14.  | Yin Annuo                  | Chiny             | 10:09,10 |           |
| 15.  | Ángela Figueroa            | Kolumbia          | 10:25,60 |           |

### Bieg 3
| Poz. | Zawodniczka           | Reprezentacja     | Czas     | Uwagi     |
| ---- | --------------------- | ----------------- | -------- | --------- |
| 1.   | Hiwot Ayalew          | Etiopia           | 9:24,01  | Q         |
| 2.   | Julija Zaripowa       | Rosja             | 9:25,68  | Q, doping |
| 3.   | Mercy Njoroge         | Kenia             | 9:25,99  | Q         |
| 4.   | Antje Möldner-Schmidt | Niemcy            | 9:26,57  | Q, SB     |
| 5.   | Bridget Franek        | Stany Zjednoczone | 9:29,86  | q         |
| 6.   | Ancuța Bobocel        | Rumunia           | 9:31,06  |           |
| 7.   | Dorcus Inzikuru       | Uganda            | 9:35,29  |           |
| 8.   | Sandra Eriksson       | Finlandia         | 9:50,71  |           |
| 9.   | Eilish McColgan       | Wielka Brytania   | 9:54,36  |           |
| 10.  | Kaltoum Bouaasayriya  | Maroko            | 9:58,77  |           |
| 11.  | Silwija Danekowa      | Bułgaria          | 9:59,52  |           |
| 12.  | Switłana Szmidt       | Ukraina           | 10:01,09 |           |
| 13.  | Özlem Kaya            | Turcja            | 10:03,52 |           |
| 14.  | Matylda Szlęzak       | Polska            | 10:08,84 |           |

## Finał

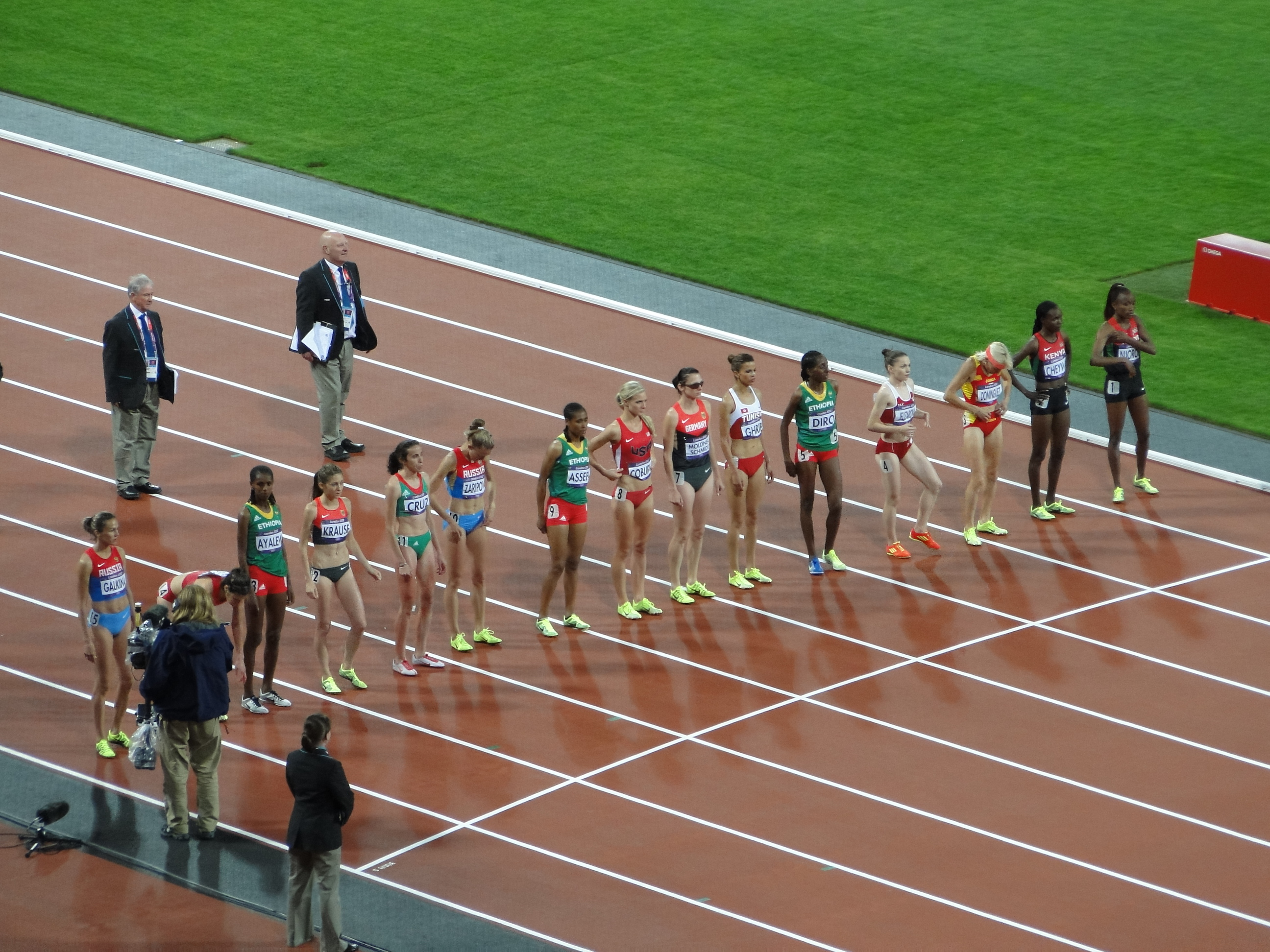
Zawodniczki na linii startowej podczas finału biegu na 3 000 metrów.

| Poz. | Zawodniczka           | Reprezentacja     | Czas    | Uwagi          |
| ---- | --------------------- | ----------------- | ------- | -------------- |
| 1.   | Habiba Ghribi         | Tunezja           | 9:08,37 | NR             |
| 2.   | Sofia Assefa          | Etiopia           | 9:09,84 |                |
| 3.   | Milcah Chemos Cheywa  | Kenia             | 9:09,88 |                |
| 4.   | Hiwot Ayalew          | Etiopia           | 9:12,98 |                |
| 5.   | Etenesh Diro          | Etiopia           | 9:19,89 | PB             |
| 6.   | Antje Möldner-Schmidt | Niemcy            | 9:21,78 | SB             |
| 7.   | Gesa Felicitas Krause | Niemcy            | 9:23,52 | PB             |
| 8.   | Emma Coburn           | Stany Zjednoczone | 9:23,54 | SB             |
| 9.   | Mercy Njoroge         | Kenia             | 9:26,73 |                |
| 10.  | Clarisse Cruz         | Portugalia        | 9:32,44 |                |
| 11.  | Poļina Jeļizarova     | Łotwa             | 9:38,56 |                |
| 12.  | Bridget Franek        | Stany Zjednoczone | 9:45,51 |                |
| DNF  | Gulnara Gałkina       | Rosja             | DNF     |                |
| DSQ  | Julija Zaripowa       | Rosja             | 9:06,72 | WL, PB, doping |
| DSQ  | Marta Domínguez       | Hiszpania         | 9:36,45 | doping         |